# Риччарди Капечелатро, Ирена
Ирена Риччарди Капечелатро (итал. Irene Ricciardi Capecelatro; 14 ноября 1802, Неаполь — 30 сентября 1870, Неаполь) — итальянская писательница и поэтесса; старшая сестра итальянского учёного, политика, патриота и издателя Джузеппе Риччарди (1808—1882).

## Биография
Ирена Риччарди родилась 14 ноября 1802 года в городе Неаполе в семье итальянского юриста и политика  (министра юстиции Неаполитанского королевства при Жозефе Бонапарте и Иоахиме Мюрате) Франческо Риччарди, графа Камальдоли (1758—1842) и его жены — итальянской поэтессы Луизы Гранито. Благодаря матери она уже с юных лет пробовала свои силы в написании текстов и стихов. Немалую роль в становлении Ирены, как писательницы сыграл её наставник итальянский лексикограф и литературный критик Базилио Пуоти. 
В 1837 году она опубликовала несколько стихотворений в сборнике «Проза», где были собраны неопубликованные или редкие стихотворения ныне живущих итальянцев. В том же году 35-ти летняя поэтесса вышла замуж за 22-х летнего композитора Винченцо Капечелатро (1815—1874), который дебютировал на большой сцене также в 1837 году. Позднее супруга написала для мужа несколько оперных либретто.
В 1843 году был опубликован сборник стихов под названием «Жемчужина», в который вошли некоторые из её стихотворений, в том числе песня «Соррентина», «Ла Зингана» и испанская серенада «Имельда».
В 1848 году она опубликовала «Мандолу» — сборник из четырнадцати песен, предшествовавший второму, гораздо большему сборнику. Академическая филармония Неаполя (итал. Accademia Filarmonica di Napoli) охотно использовала произведения Риччарди в своём репертуаре. 
Риччарди Капечелатро, наряду с Марией Джузеппе Гуаччи, считались лучшими поэтессами своего времени.
Смерть помешала ей завершить свой последний сборник священных песен; 30 сентября 1870 года Ирена Риччарди Капечелатро скончалась в родном городе.